# Обновлённый Труд
Обновлённый Труд — деревня в сельском поселении Ивановское Истринского района Московской области. Население — 72 чел. (2010), в деревне 1 улица — Летняя.
Находится на левом берегу реки Истры, примерно в 9 км на от райцентра Истры, высота над уровнем моря 161 м. Деревня была основана в 1928 году, как колхоз «Обновлённый Труд».

## Население
| 2002 | 2006 | 2010 |
| ---- | ---- | ---- |
| 60   | ↘39  | ↗72  |